# Kąt wewnętrzny
Kąt wewnętrzny wielokąta (kąt wielokąta) – kąt, na którego ramionach leżą dwa sąsiednie boki wielokąta i dla którego istnieje otoczenie wierzchołka takie, że wszystkie punkty kąta zawarte w tym otoczeniu są punktami wielokąta.
Wielokąty foremne mają wszystkie kąty wewnętrzne przystające. Wzór na miarę takiego kąta w wielokącie foremnym o n bokach ma postać:
{\displaystyle {\frac {\left(n-2\right)\cdot \pi }{n}}={\frac {\left(n-2\right)\cdot 180^{\circ }}{n}}.}
Suma miar kątów wewnętrznych dowolnego wielokąta o n bokach wynosi:
{\displaystyle \left(n-2\right)\cdot \pi } radianów {\displaystyle =\left(n-2\right)\cdot 180^{\circ }.}